# Constantijn VIII
Constantijn VIII (Grieks: Κωνσταντίνος Η΄, Kōnstantinos VIII) (ca 960 - 11 november 1028) was van 1025 tot 1028 keizer van het Byzantijnse Rijk.
Constantijn was de zoon van Romanos II en de jongere broer van de kinderloze Basileios II, met wie Byzantium het hoogtepunt in zijn bestaan bereikte. Constantijn was lang medekeizer geweest met zijn illustere broer maar hij had niet veel belangstelling voor het landsbestuur. Met hem begint de aftakeling van het rijk in het tijdperk van de epigonen, de opvolgers van de grote Basileios.
Er was een groot opvolgingprobleem dat een groot deel van deze eeuw zou beheersen. Ook Constantijn had geen zoons, maar wel drie dochters. De oudste was verminkt door de pokken en was non geworden. De jongere twee waren Zoë en Theodora III, die al niet meer zo jong waren. Op zijn sterfbed probeerde Constantijn alsnog een huwelijk te arrangeren voor de vijftigjarige Zoe met Romanos III Argyros.